# Patti's Songs
| Recensione | Giudizio |
| ---------- | -------- |
| AllMusic   |          |

Patti's Songs è un album della cantante statunitense Patti Page, pubblicato dalla casa discografica Mercury Records nel dicembre del 1954.

## Tracce

### LP
Lato A
1. You're Driving Me Crazy – 2:52 (Walter Donaldson) – Registrato il 23 dicembre 1953
2. Penthouse Serenade – 3:05 (Val Burton, Will Jason) – Registrato il 23 dicembre 1953
3. Rockin' Chair – 2:49 (Hoagy Carmichael) – Registrato il 23 dicembre 1953
4. Just One More Chance – 3:01 (Sam Coslow, Arthur Johnston) – Registrato il 23 dicembre 1953

Lato B
1. Paradise – 2:30 (Nacio Herb Brown, Gordon Clifford) – Registrato il 23 dicembre 1953
2. My Ideal – 2:29 (Leo Robin, Richard A. Whiting, Newell Chase) – Registrato il 23 dicembre 1953
3. I Still Get a Thrill – 2:49 (Benny Davis, J. Fred Coots) – Registrato il 23 dicembre 1953
4. I'll Never Be the Same – 2:56 (Gus Kahn, Matty Malneck, Frank Signorelli) – Registrato il 21 dicembre 1953

- Durata brani ricavati dalla Compilation (su 4 CD) dal titolo Vol. 1 - Eight Classic Albums (Real Gone Records, RGMCD 123)

## Musicisti
- Patti Page – voce
- Jack Rael – conduttore orchestra